# Teatrul Ateneum din Varșovia

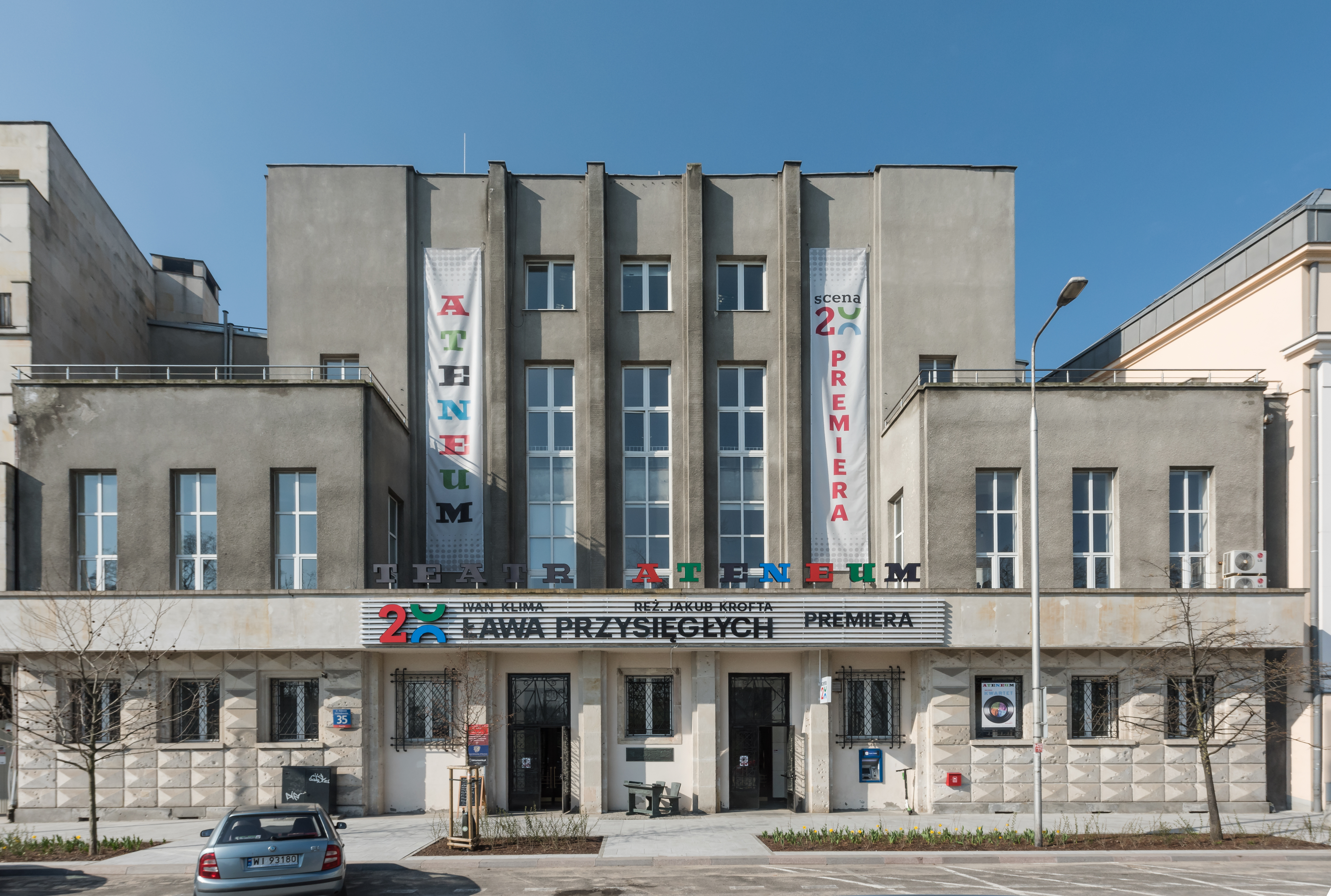
Clădirea Uniunii Profesorilor Polonezi de pe str. Wybrzeże Kościuszkowskie nr. 35, sediul Scena 20

Teatrul Ateneum Stefan Jaracz din Varșovia (în poloneză Teatr Ateneum im. Stefana Jaracza w Warszawie) este un teatru dramatic din Varșovia. A fost fondat în 1928. Are reședința într-o clădire ridicată cu un an mai devreme în Polonia interbelică ca sediu al Uniunii Profesioniste a Lucrătorilor Feroviari PKP cu birouri la etaj. După cel de-al Doilea Război Mondial, structura grav avariată a fost restaurată la strălucirea de odinioară cu fonduri publice. Teatrul de stat s-a redeschis în 1951; numit după primul și deja celebrul său regizor de dinainte de război, Stefan Jaracz.

## Istorie

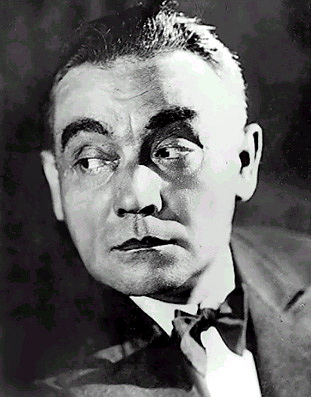
Dir. Stefan Jaracz

Teatrul a fost fondat în 1928 la inițiativa lui Stefan Jaracz. Sediul său a fost clădirea nou construită a Sindicatului Feroviar de pe strada Czerwonego Krzyża⁠(d) nr. 20 (azi str. Stefan Jaracz).
Teatrul Ateneum a început ca o scenă experimentală cu un puternic profil socio-politic, sub un nume inspirat de avangardă Avanpostul Cuvântului Vorbit (în poloneză Placówka Żywego Słowa). Manifestul său artistic a fost influențat de cartierul Powiśle din Varșovia, în principal proletar, în care a fost înființat.
La doi ani de la fobdare, direcția artistică a Teatrului Ateneum a fost preluată de popularul actor Stefan Jaracz (1930). A lucrat acolo până la invazia nazistă-sovietică a Poloniei, împărtășind responsabilitățile cu Leon Schiller în sezonul 1932–33  și cu Karol Adwentowicz⁠(d) (1934). Împreună, au crescut reputația teatrului ca una dintre vocile principale pentru noua intelectualitate a Poloniei. Spectacolele revoluționare au inclus The Street Scene de Elmer Rice⁠(d) (1930), Moartea lui Danton de Georg Büchner (1931), Senat Szaleńców de Janusz Korczak (1931), victimă a Holocaustului, Țarul Lenin de François Porche (1932) și în spiritul politicii, Căpitanul din Köpenick de Carl Zuckmayer⁠(d) (1932) și Roar China! de Serghei Tréetiakov (1933); precum și popularele Ladies and Husaris (Damy i Huzary) de Aleksander Fredro (1932) și The Open House de Michał Bałucki⁠(d).
Clădirea a fost distrusă grav de un incendiu în timpul apărării Varșoviei în septembrie 1939. În octombrie 1943, un teatru german a început să funcționeze acolo sub denumirea Kleines Theater der Stadt Warschau (Teatrul Mic din Varșovia).
Cartierul Powiśle a fost aproape complet distrus de bombardamentul german nazist în timpul Revoltei din Varșovia din 1944. Teatrul a fost mistuit de incendiu. A fost practic reconstruit după eliberare, pe baza designului lui Wiktor Ballogh, ținând cont de aspectul său original. Marea re-inaugarare a avut loc la 22 iulie 1951, cu premiera piesei Intervența a lui Lev Slavin în spiritul doctrinei socialist-realiste impuse de Partidul Comunist în Polonia stalinistă. În următorii patruzeci de ani, teatrul a fost sub conducerea lui Janusz Warmiński⁠(d) (1922–1996), care a reușit să supraviețuiască și să depășească sistemul sovietic dincolo de revoluțiile din 1989. Aproape toți actorii polonezi de seamă au jucat la Ateneum de-a lungul existenței sale, inclusiv Jadwiga Andrzejewska⁠(d), prof. Aleksander Bardini⁠(d), Henryk Bista⁠(d), Zbigniew Cybulski, Edward Dziewoński⁠(d), Jerzy Duszyński, Tadeusz Fijewski⁠(d), Adam Hanuszkiewicz⁠(d), Gustaw Holoubek, Emil Karewicz⁠(d), Bogumił Kobiela⁠(d), Jan Kociniak⁠(d), Agnieszka Osiecka⁠(d), Aleksandra Śląska⁠(d) și Roman Wilhelmi⁠(d) și alții.
În octombrie 2020, teatrul a achiziționat o a patra scenă. Scena 20 cu dotări tehnice și 222 de locuri în public a fost construită în clădirea Uniunii Profesorilor Polonezi de pe strada Wybrzeże Kościuszkowskie⁠(d) nr. 35.
Din 2021, Artur Tyszkiewicz⁠(d) deține funcțiile de director de teatru și director artistic.

## Actori

### Actrițe actuale

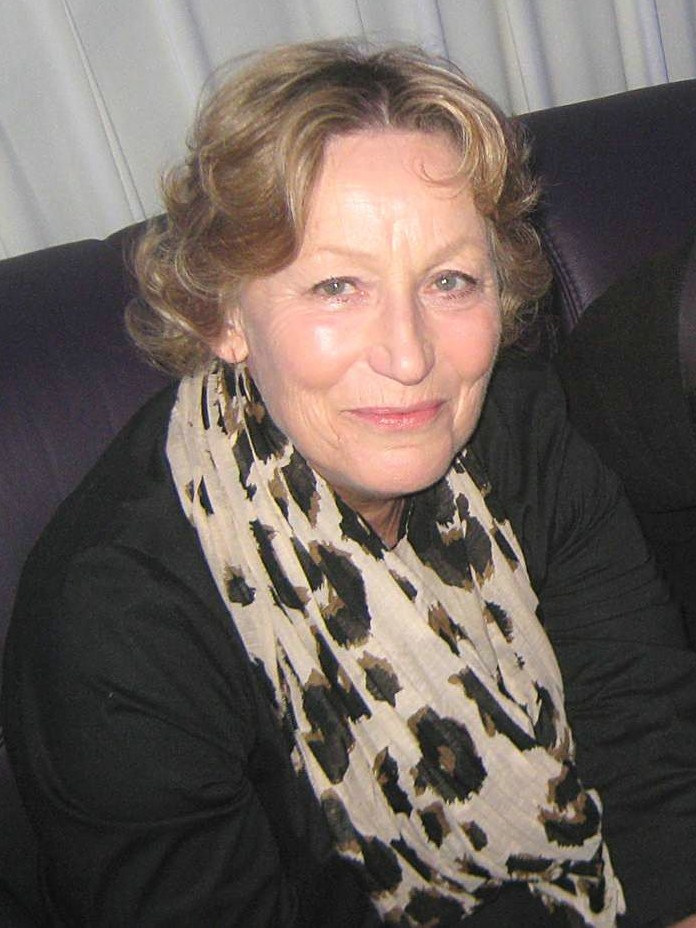
Teresa Budzisz-Krzyżanowska

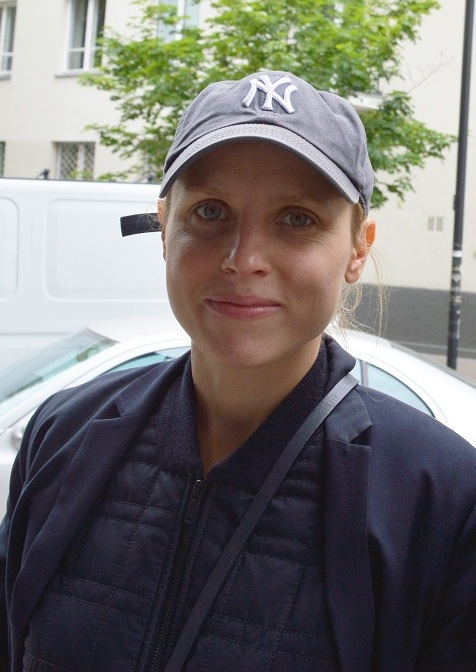
Julia Kijowska

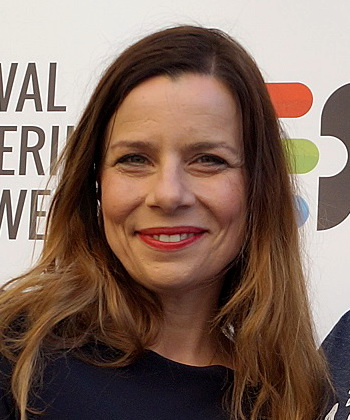
Agata Kulesza (2018)

- Teresa Budzisz-Krzyżanowska⁠(d)
- Maria Ciunelis⁠(d)
- Paulina Gałązka⁠(d)
- Jadwiga Jankowska-Cieślak⁠(d)
- Julia Kijowska⁠(d)
- Emilia Komarnicka⁠(d)
- Julia Konarska
- Agata Kulesza⁠(d)
- Joanna Kulig
- Katarzyna Łochowska
- Dorota Nowakowska⁠(d)
- Olga Sarzyńska⁠(d)
- Magdalena Schejbal⁠(d)
- Ewa Telega⁠(d)
- Marzena Trybała⁠(d)
- Katarzyna Ucherska⁠(d)
- Magdalena Zawadzka⁠(d)

### Foste actrițe
- Jadwiga Andrzejewska⁠(d)
- Grażyna Barszczewska⁠(d)
- Marzena Bergmann⁠(d)
- Irena Byrska
- Iga Cembrzyńska
- Anna Chitro⁠(d)
- Anna Ciepielewska⁠(d)
- Elżbieta Dziewońska⁠(d)
- Agnieszka Fatyga⁠(d)
- Hanna Maria Giza⁠(d)
- Antonina Gordon-Górecka⁠(d)
- Marta Górnicka⁠(d)
- Monika Krzywkowska⁠(d)
- Joanna Kurowska⁠(d)
- Katarzyna Groniec⁠(d)
- Krystyna Janda⁠(d)
- Joanna Jędryka⁠(d)
- Zofia Kucówna⁠(d)
- Małgorzata Lorentowicz
- Halina Łabonarska⁠(d)
- Ewa Milde-Prus⁠(d)
- Dominika Ostałowska
- Maria Pakulnis⁠(d)
- Małgorzata Pieńkowska⁠(d)
- Agnieszka Pilaszewska⁠(d)
- Anna Seniuk⁠(d)
- Krystyna Sienkiewicz
- Hanna Skarżanka⁠(d)
- Hanna Śleszyńska⁠(d)
- Małgorzata Socha⁠(d)
- Grażyna Strachota⁠(d)
- Aleksandra Śląska⁠(d)
- Barbara Wrzesińska⁠(d)

### Actori actuali
- Mateusz Banasiuk⁠(d)
- Artur Barciś⁠(d)
- Przemysław Bluszcz⁠(d)
- Wojciech Brzeziński
- Grzegorz Damięcki⁠(d)
- Marcin Dorociński⁠(d)
- Piotr Fronczewski⁠(d)
- Krzysztof Gosztyła⁠(d)
- Tomasz Kozłowicz⁠(d)
- Marek Lewandowski
- Mateusz Łapka
- Wojciech Michalak
- Bartłomiej Nowosielski⁠(d)
- Marian Opania⁠(d)
- Andrzej Poniedzielski⁠(d)
- Tomasz Schuchardt⁠(d)
- Krzysztof Tyniec⁠(d)
- Dariusz Wnuk⁠(d)

### Foști actori
- Leszek Abrahamowicz⁠(d)
- Piotr Antczak⁠(d)
- Bogdan Baer⁠(d)
- Michał Bajor
- Marek Barbasiewicz⁠(d)
- Aleksander Bardini⁠(d)
- Henryk Bista⁠(d)
- Tadeusz Borowski
- Jacek Chmielnik⁠(d)
- Jan Ciecierski
- Zbigniew Cybulski
- Dobiesław Damięcki⁠(d)
- Tomasz Dedek⁠(d)
- Jerzy Duszyński
- Edward Dziewoński⁠(d)
- Janusz Dziewoński⁠(d)
- Bohdan Ejmont⁠(d)
- Stanisław Gawlik
- Andrzej Gawroński
- Marian Glinka⁠(d)
- Tadeusz Fijewski⁠(d)
- Adam Hanuszkiewicz⁠(d)
- Gustaw Holoubek
- Zygmunt Hübner⁠(d)
- Stefan Jaracz
- Jan Janga-Tomaszewski⁠(d)
- Janusz Józefowicz⁠(d)
- Jerzy Kaliszewski⁠(d)
- Jerzy Kamas⁠(d)
- Emil Karewicz⁠(d)
- Henryk Łapiński
- Bogumił Kobiela⁠(d)
- Jan Kociniak⁠(d)
- Marian Kociniak
- Krzysztof Kolberger⁠(d)
- Marek Kondrat⁠(d)
- Marek Koterski
- Władysław Kowalski
- Mariusz Krzemiński⁠(d)
- Jerzy Kryszak⁠(d)
- Ignacy Machowski⁠(d)
- Henryk Machalica⁠(d)
- Jan Matyjaszkiewicz⁠(d)
- Janusz Michałowski⁠(d)
- Arkadiusz Nader⁠(d)
- Stanisław Niwiński
- Łukasz Nowicki⁠(d)
- Bartosz Opania
- Ludwik Pak⁠(d)
- Bronisław Pawlik⁠(d)
- Piotr Pawłowski
- Konstanty Pągowski⁠(d)
- Jan Piechociński⁠(d)
- Leonard Pietraszak⁠(d)
- Jan Prochyra⁠(d)
- Andrzej Seweryn
- Władysław Sheybal⁠(d)
- Marcin Sosnowski⁠(d)
- Stefan Śródka⁠(d)
- Jan Świderski
- Roman Wilhelmi⁠(d)
- Jacek Woszczerowicz⁠(d)
- Krzysztof Zakrzewski⁠(d)
- Krzysztof Zaleski⁠(d)
- Andrzej Zaorski⁠(d)
- Wiktor Zborowski⁠(d)
- Andrzej Zieliński
- Michał Żebrowski
- Artur Żmijewski